# Marnette Patterson
Marnette Provost Patterson (nascida em 26 de abril de 1980) é uma atriz estadunidense.
Patterson retratou Nicole Farrell na série da NBC Something So Right.
Em 2004, Patterson apareceu na Grounded for Life como uma menor viciada em bebida. Em 2005, ela fez uma aparição na série Supernatural como um jovem estudante de classe alta chamada Charlie no episódio Bloody Mary. 

## Filmografia
| Ano       | Nome                                       | Personagens           | Notas                                                   |
| --------- | ------------------------------------------ | --------------------- | ------------------------------------------------------- |
| 1986      | Mama's Family                              | Dorrie                | Episódio: "Santa Mama"                                  |
| 1989      | A Nightmare on Elm Street: The Dream Child | Pequena Garoto        |                                                         |
| 1990      | Good Grief                                 | Little Girl           | Episódio: "Cub Scouts and Horses & Whiskers on Kittens" |
| 1991      | Under Cover                                | Emily Del'Amico       | Série de TV                                             |
| 1992      | The Kingdom Chums: Original Top Ten        | Amy (voz)             | Video                                                   |
| 1992      | It's Christmastime Again, Charlie Brown    | Lucy Van Pelt (voz)   |                                                         |
| 1993      | Sliver                                     | Joanie Ballinger      |                                                         |
| 1993      | Secret Adventures: Spin                    | Arlene                | Video curto                                             |
| 1994      | Secret Adventures: Snag                    | Arlene                | Video curto                                             |
| 1994      | Secret Adventures: Smash                   | Arlene                | Video curto                                             |
| 1994      | Secret Adventures: Shrug                   | Arlene                | Video curto                                             |
| 1994      | Camp Nowhere                               | Trish Prescott        |                                                         |
| 1994      | Boy Meets World                            | Allison Cheever       | Episódio: "Turnaround"                                  |
| 1995      | Secret Adventures: Slam                    | Arlene                | Video curto                                             |
| 1995      | Unhappily Ever After                       | Cindy Stalling        | Episódio: "Boxing Mr. Floppy"                           |
| 1995      | Something Wilder                           | Granddaughter         | Episódio: "Hanging with Mr. Cooper"                     |
| 1995      | Liz: The Elizabeth Taylor Story            | Jane Powell           | Filme de TV                                             |
| 1995      | The Great Mom Swap                         | Nicole                | Filme de TV                                             |
| 1995      | Kirk                                       | Amanda                | Episódio: "Night at the Movies"                         |
| 1996      | 3rd Rock from the Sun                      | Volleyball Girl       | Episódio: "Brains and Eggs"                             |
| 1996      | It's Spring Training, Charlie Brown!       | Lucy Van Pelt (voz)   |                                                         |
| 1996      | Minor Adjustments                          | Joanna Emsen          | 3 Episódios                                             |
| 1996      | Final Vendetta                             | Jenny(Jovem)          |                                                         |
| 1996–1998 | Something So Right                         | Nicole Farrell        | 37 Episódios                                            |
| 1997      | Saved by the Bell: The New Class           | Robyn Peterson        | Episódio: "Big Sister Blues"                            |
| 1999      | Odd Man Out                                | Caroline              | Episódio: "The Unbelievable Truth"                      |
| 1999–2000 | Movie Stars                                | Lori Lansford         | 21 Episódios                                            |
| 2000      | Touched by an Angel                        | Katie                 | Episódio: "With God as My Witness"                      |
| 2000      | That '70s Show                             | Shelly                | Episódio: "Eric's Panties"                              |
| 2000      | The Stalking of Laurie Show                | Lisa Michelle Lambert | Filme de TV                                             |
| 2001      | Clover Bend                                | Claire                |                                                         |
| 2001      | Dead Last                                  | Brandy                | Episódio: "Jane's Exit"                                 |
| 2003      | Who's Your Daddy?                          | Brittany Van Horn     | Video                                                   |
| 2003      | Nip/Tuck                                   | Fluffer               | Episódio: "Sofia Lopez"                                 |
| 2003      | Run of the House                           | Jessica               | Episódio: "The Party"                                   |
| 2003      | Secret Santa                               | Callie                | Filme de TV                                             |
| 2004      | Cracking Up                                | Eve                   | Episódio: "Birds Do It"                                 |
| 2005      | Candy Paint                                | Stefanie Petrowski    | Curta metragem                                          |
| 2005      | Standing Still                             | Sarah                 |                                                         |
| 2005      | Supernatural                               | Charlie               | Episódio: "Bloody Mary"                                 |
| 2005      | Grounded for Life                          | Jenna                 | Episódio: "Oh, What a Knight"                           |
| 2006      | Untitled Brad Copeland Project             | Jen                   | Filme de TV                                             |
| 2006      | Cloud 9                                    | Crystal               |                                                         |
| 2006      | Pope Dreams                                | Brady Rossman         |                                                         |
| 2006      | Charmed                                    | Christy Jenkins       | 8 Episódios                                             |
| 2006      | The Standard                               | Gina                  |                                                         |
| 2007      | Kush                                       | Taylor                |                                                         |
| 2007      | Ghosts of Goldfield                        | Julie                 | Video                                                   |
| 2007      | CSI: Crime Scene Investigation             | Aimee                 | Episódio: "Ending Happy"                                |
| 2007      | By Appointment Only                        | Angie                 | Filme de TV                                             |
| 2007      | Remember the Daze                          | Stacey Cherry         |                                                         |
| 2008      | Starship Troopers 3: Marauder              | Holly Little          |                                                         |
| 2008      | LG15: The Resistance                       | Maggie Schaeffer      | Episódio: "A Call to Arms"                              |
| 2009      | The Beacon                                 | Christina Wade        |                                                         |
| 2009      | House MD                                   | Ashley                | Episódio: "Wilson"                                      |
| 2010      | Wild Things: Foursome                      | Rachel Thomas         | Video                                                   |
| 2011      | Meet the Randalls                          | Sam                   |                                                         |
| 2011      | The Mentalist                              | Naomi/Victoria        | Episódio: "Every Rose Has Its Thorn"}                   |